# Historia de la observación lunar

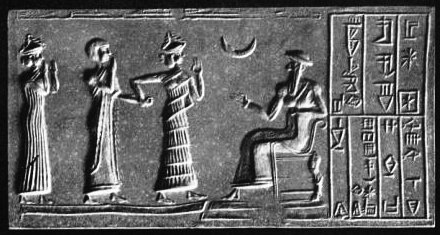
Representación babilónica de la Luna

El estudio de la Luna se remonta a los primeros tiempos de la historia humana, al ser el cuerpo celeste del sistema solar más cercano a la Tierra.

## Antigüedad
En América, el pueblo tolteca adoraba al dios lunar Metzi, y existen referencias de los pueblos maya e inca sobre seres sobrenaturales a los que se adoraba y que tenían relación con el satélite terrestre. 
Los pueblos de Oriente (asirios y babilónicos), excelentes observadores y matemáticos, determinaron el tiempo que invertía en su órbita alrededor de nuestro planeta llegando a proclamar que el tiempo que empleaba entre dos pasos sucesivos (mes sidéreo) era mucho más corto que el mes lunar; los babilonios idearon la semana de 7 días (quizás por existir siete astros errantes: cinco planetas y dos grandes dioses, el Sol y la Luna): probablemente eligieron el número 7 porque con bastante aproximación la Luna pasa por 4 períodos de 7 días en su ciclo mensual y en un año solar hay 13 ciclos lunares. 
De estos pueblos de Oriente se conservan datos tanto de los eclipses solares como lunares, el más antiguo de los cuales puede remontarse al eclipse solar del 15 de junio de 763 a. C. 
En la ciudad de Babilonia la casta sacerdotal, desde sus zigurats escalonados, se ocupó de seguir y medir los fenómenos celestes desde el 750 a. C. hasta bien entrado el siglo I de nuestra era: conocida era la fiesta del Sappatu, el plenilunio; este corpus observacional fue bien conocido por los astrónomos griegos posteriores. Una pequeña parte de los conocimientos babilónicos pasó al pueblo judío exiliado en Babilonia hacia el siglo VI a. C.
En China, los registros fiables de eclipses se pueden remontar sin duda al 720 a. C. Los conocimientos astronómicos en Egipto no alcanzaron el esplendor necesario hasta el nacimiento de la Escuela de Alejandría, famosa por su biblioteca y de carácter neoplatónico. 
Uno de los directores de la citada biblioteca, Eratóstenes de Cirene, dejó una obra en la que nos habla de sus cálculos para establecer la medición de la circunferencia de nuestro planeta (cálculos que difieren en solo 90 kilómetros de los actuales) y sobre la medición de la oblicuidad de la eclíptica. Compiló asimismo un catálogo con cerca de 700 estrellas y calculó datos de nuestro satélite. Eratóstenes determinó la distancia media entre la Tierra y la Luna en aproximadamente una tercera parte del valor verdadero. 
Otros famosos selenógrafos de la antigüedad fueron Jenófanes de Colofón, quien hablaba de una Luna habitada que contenía ciudades y montañas, Hiparco de Nicea y Claudio Ptolomeo.
Hiparco de Nicea fue considerado el astrónomo más importante de su época, pues sus cálculos obtenidos desde la isla de Rodas le permitieron estimar la distancia entre la Tierra y la Luna con valores más exactos que los del griego Aristarco de Samos, considerado el precursor de Copérnico. Asimismo con sus estudios consiguió determinar el fenómeno denominado paralaje, consistente en el desplazamiento aparente de un determinado objeto cercano con respecto a una referencia más alejada y que se produce al observarlo desde dos puntos distintos.
Trescientos cincuenta años después, Claudio Ptolomeo representó con bastante exactitud la teoría lunar de Hiparco, haciendo que el centro de la órbita lunar girase alrededor de la Tierra dando una vuelta completa cada 9 años. Sus trabajos recopilatorios formaron una obra denominada "Composición matemática" que fue traducida al árabe con el nombre de "Almagesto", que es la consagración del sistema geocéntrico del mundo y que persistió hasta la llegada de Copérnico.
Ptolomeo descubrió una segunda irregularidad lunar que actualmente se conoce con el nombre de evección, situando a la Luna a una distancia de 59 radios terrestres y midiendo su diámetro con bastante precisión.
Desde la antigüedad se conoce la variabilidad del diámetro aparente de la Luna: los babilónicos así lo habían afirmado en sus estudios descritos en las famosas "Tablillas babilónicas", gracias sobre todo a la astronomía observacional y aritmética de sus mediciones, a diferencia de la que se realizaba en la antigua Grecia, más de meditación y geométrica que visual. 
El sabio griego Tales de Mileto, uno de los "siete" y fundador de la Escuela Jónica, consideraba que la Luna estaba más cerca de nosotros que el Sol y que carecía de luz propia. Se dice que suponía a nuestro satélite de forma aplanada flotando en un inmenso mar y es famosa la anécdota que Heródoto cuenta sobre él: predijo el eclipse solar del 585 a. C. que terminó con la guerra entre Lidios y Medos.
Anaxágoras de Clazomene y Anaxímenes de Mileto, ambos filósofos, imaginaban a la Tierra flotando en el espacio: el primero suponía que la Luna era una gran masa pétrea, con posibilidad de ser habitada y mucho mayor en extensión que la Grecia continental, que poseía una orografía similar a la de nuestro planeta (estas afirmaciones le supusieron el destierro, acusado de ateísmo, muchos años antes que Galileo Galilei). 
Anaxímenes se contentaba con afirmar que la Tierra era un disco y que flotaba en el aire; suponía también que el Sol y los planetas serían tan aplanados como nuestro mundo y que tenían unas trayectorias que se curvaban debido al rozamiento y resistencia del aire o que las estrellas eran "clavos dorados" pinchados en una esfera cristalina.
Pitágoras de Samos, calculó la distancia que separaba a nuestro planeta de la Luna en 126.000 estadios (unos 23.000 kilómetros); Filolao (discípulo del primero) fue mucho más lejos que sus maestros y supuso la existencia de una "anti Tierra" (Antichton) que giraba de forma diametralmente opuesta a nuestro planeta y alrededor de un "fuego central" que nunca era visible por encontrarse siempre en el hemisferio opuesto al de nuestro mundo.
Eudoxo de Cnido, fijó la duración del año solar en 365 días y 6 horas, Celarco supuso que la Luna era un gran espejo en el cual se reflejaban los mares y continentes de la Tierra y Demócrito de Abdera fue más allá y atribuyó a las manchas visibles el origen de "sombras" de grandes montañas y cordilleras.
Posteriormente ve la luz la obra "Almagesto" (la Gran Sintaxis) editada por el matemático persa Abul Wefa, que fue tomada durante muchos años como una traducción del libro de Tolomeo si bien en realidad es una obra original, la segunda parte de la cual está dedicada por completo a la Luna. 
El árabe Albategnius, también conocido como Al-Batani, calculó 4 eclipses y determinó los diámetros máximos y mínimos de la Luna y el Sol. 
Los astrónomos de la antigüedad no llegaron a conocer de forma completa a nuestro satélite, trascurriendo los 1300 años siguientes en la ignorancia, salvo algunos islotes aislados como Roger Bacon o Leonardo Da Vinci teniendo como eje central de la Astronomía al famoso libro de Claudio Tolomeo "Almagesto", y no sería hasta bien llegado el siglo XV en que de nuevo la Selenografía volvería a tener un nuevo impulso con la aparición de los primeros mapas lunares y por supuesto en el XIX con la llegada de la fotografía.
La aparición del telescopio supuso un adelanto en la observación lunar, y existen datos que confirman que los árabes conocían el efecto de las lentes.

## Edad Media y Renacimiento
En la Edad Media se realizaron las primeras experiencias por Robert Grosseteste (1175 - 1253) y Roger Bacon (1220 - 1292), quienes notaron el efecto de ampliación de los vidrios ópticos y de este modo entraron en funcionamiento las primeras gafas para la vista cansada. 
En 1270 apareció la obra de óptica "Perspectiva", del matemático y óptico polaco Vitelus, y hacia 1450 se fabricarían las primeras lentes para miopes y se creó en los Países Bajos una próspera industria manufacturera de gafas y lentes; no sería por tanto raro que en Holanda apareciese el telescopio más tarde. 
Leonardo da Vinci ya hace referencia a las lentes en sus cuadernos de notas: concretamente hablando sobre la fabricación de lentes para ver la Luna grande por medio de la refracción, reconociendo que la Luna no tiene luz propia, que la que nos envía la recibe del Sol y que ha de recibir una buena cantidad de luz cuando la Tierra la ilumina con la luz reflejada en sus océanos (luz cenicienta).
Giovanni Battista della Porta escribió un libro ("Magia Natural", publicado en 1558 pero mejorado en 1589) en el que hace referencia a instrumentos que emplean lentes para ver los objetos lejanos ampliados, mientras que el mismo Johannes Kepler publicaría en 1604 su "Añadidos a Vitelo", obra que trata esencialmente de óptica pero sin mencionar todavía los telescopios, pese a que uno de sus esquemas parece insinuar uno por azar.

## SiglosXVIIyXVIII

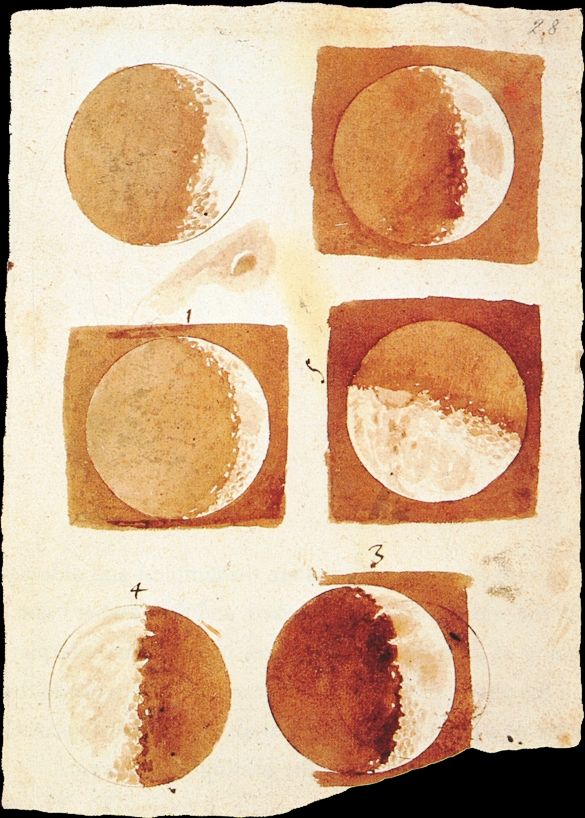
Antes de Galileo se creía que la Luna era una esfera perfecta. Fue Galileo quién demostraría que las irregularidades de la línea de sombra se deben a montañas y cráteres.

Hans Lippershey (1570 - 1619) quiso patentar en 1608 un sistema de lentes que aumentaban los objetos lejanos, pero de inmediato aparecieron otros inventores reclamando su autoría, entre ellos el matemático isabelino Leonard Digges. Zacharias Janssen era uno de ellos y pretendió haber ideado en 1604 este mismo artilugio óptico; sea como fuere en 1608 en la corte del rey francés Enrique IV ya aparecieron algunos rudimentarios telescopios, pero como simples juguetes, pasando luego a Inglaterra e incluso hasta Italia, en donde en mayo de 1609 un matemático llamado Galileo Galilei pudo examinar alguno.
Parece ser que el primer mapa lunar (que se hizo sin instrumental alguno) fue dibujado en el año 1600 por un físico y médico inglés llamado William Gilbert. Sus estudios fueron publicados póstumamente en el año 1651 y los detalles allí plasmados coinciden bastante bien con los actuales.
El primer mapa lunar dibujado con ayuda de un telescopio es atribuido a Thomas Harriot y fue realizado en el año 1609, aunque algunos autores atribuyen a Galileo Galilei el primer mapa lunar serio dibujado hacia el año 1609, del que no se conserva nada debido a que fue quemado a su muerte; dado que Harriot dispuso antes que Galileo de un telescopio (porque llegaron a Inglaterra antes que a Italia) suya sería la primera idea del mapa, aunque Galileo sería el primero en emplear un verdadero telescopio más perfeccionado que disponía de 33 aumentos y no de un mero juguete.
Galileo habla en su obra "Sidereus Nuncius", publicada en Venecia en 1610, sobre observaciones realizadas con instrumental y en las que menciona a los satélites de Júpiter, las fases de Venus, el aspecto telescópico de Orión o la composición estelar de la Vía Láctea. De la Luna dice que presenta una superficie montañosa y desigual y habla acerca del acortamiento de las sombras según se incrementa la edad del satélite. 
Denominó "mares" a las manchas oscuras y permanentes que observaba e incluso llegó a medir las alturas de algunos accidentes por la longitud de sus sombras, obteniendo cifras un poco más elevadas que las reales. Las conclusiones enumeradas en su obra no fueron bien acogidas por los seguidores de la filosofía aristotélica, que no veían con buenos ojos a su "Luna plana" convertida en una esfera rugosa.
La obra de Galileo fue plagiada, insultada e incluso alabada y honrada por otros, entre los cuales se contaba el matemático Imperial alemán Johannes Kepler, quien no pudo conseguir que su amigo Galileo le enviase uno de sus telescopios pese a que este los regalaba por docenas a los nobles que le visitaban. 
Uno de sus detractores, llamado Cremonini, llegó incluso a negarse a mirar por el telescopio al sentirse muy ofendido por las teorías y afirmaciones de Galileo: tras la muerte de uno de sus detractores, Galileo se burló diciendo que "ahora que subía al cielo podría ver mejor lo que en la tierra no quiso mirar con el telescopio". 
En el año 1636 un francés llamado Claude Mellan realizó un mapa lunar, al parecer bastante bien acabado.
Johannes Kepler tuvo también su importancia en la fundación de la nueva ciencia dedicada al estudio de la Luna denominada Selenografía, pues sus principios sobre el telescopio astronómico sirvieron a Galileo a elaborar sus trabajos, además de realizar él mismo una carta lunar tan tosca como las de sus compañeros gracias a un nuevo diseño de montura ecuatorial para su telescopio que le proporcionó un jesuita llamado Scheiner, quien además dibujó un mapa lunar en el año 1645.
Fue Michael van Langren quién trazó en el año 1645 varios mapas lunares con bastantes más detalles que los de sus antecesores.
Debido al incremento de accidentes geográficos descubiertos en la superficie de nuestro satélite, fue necesario elaborar un catálogo con nombres para diferenciar unos accidentes de otros. Langreno optó por bautizar a los objetos que veía con nombres de personajes ilustres, no en vano trabajaba como matemático y cosmógrafo del rey Felipe IV de España, utilizando incluso el suyo propio para designar a un mar al que llamó "Mare Langrenianum" y que hoy conocemos como de la Fecundidad. Ese mismo año el fraile capuchino Antón María Rheita publicó también un mapa lunar, nominando los accidentes con letras latinas.
En 1647, Johannes Hevelius de Danzig, publicó una mejor descripción de la Luna complementando las observaciones de Langreno (más de 300 accidentes), añadiendo algunos nombres a los ya existentes, pero con la particularidad de utilizar para ello topónimos terrestres.
Su obra denominada "Selenographia" le valió el ser conocido como "padre del estudio lunar", sobre todo por las mediciones que efectuó de algunos accidentes, las cuales coinciden bastante con las que actualmente poseemos tomadas por las sondas lunares, y por los grabados que ilustraban sus escritos realizados personalmente por él para evitar errores de interpretación. 
Las observaciones de Hevelius fueron plasmadas en una carta de 25 centímetros de diámetro, si bien su intento de popularizar sus trabajos no llegó a feliz término y se dice que a su muerte un mapa lunar de cobre fue fundido para hacer una tetera.
En el año 1651 se publicó un nuevo mapa que renombró el jesuita italiano Giovanni Battista Riccioli, el "Almagestum Novum", con observaciones de su alumno Francesco Maria Grimaldi, en el que se daba a las montañas lunares nombres de formaciones terrestres (Apeninos, Alpes, Cárpatos...) y a los cráteres más notables los designó con nombres de astrónomos famosos del pasado y de algunos más notables de su época. Este sistema ha perdurado hasta la actualidad y ha servido de modelo para incrementar la nomenclatura hasta extremos insospechados. Como curiosidad podemos decir que científicos tan importantes como su admirado Tycho Brahe tienen su homónimo en la zona polar o que Copérnico, del cual Riccioli no tenía muy buenas referencias, fue arrojado al Mar de las Tempestades, llegando a otorgar a Galileo un cráter insignificante. 
Mencionar que Grimaldi y el propio Riccioli tienen inmensos y prominentes circos cerca del no muy lejano limbo oeste; a Blaise Pascal se le reservó un cráter próximo al de Pitágoras y no demasiado lejos del de Joseph-Nicéphore Niepce, junto al casquete polar norte. 
Tienen además su propio accidente (nominados posteriormente) personas como Yamamoto, Anaxágoras, Da Vinci, Dante, Gutenberg, Leverrier, Julio Verne, Vasco de Gama o Julio César, junto al cual está Sosígenes. 
A otras formaciones mayores denominadas "mares" (maria en latín) se les identificó con nombres románticos, encontrándonos así el Mar de la Tranquilidad, de la Serenidad, de la Fecundidad, de los Humores, del Néctar, etc.
Giovanni Cassini, primer astrónomo real y fundador de una larga dinastía de astrónomos y geodestas, elaboró con un refractor aéreo de 11 cm de abertura y 11 m de focal un mapa lunar más exacto que los anteriores, del cual se hicieron varias ediciones aunque las planchas de las grabaciones conservadas en la Imprenta Real de París fueron vendidas como cobre viejo posteriormente. 
Similar suerte corrió el mapa de Philippe de la Hire, de 4 metros de alto, que nunca llegó a grabarse entero.
Isaac Newton, matemático, físico y astrónomo inglés, siguiendo las ideas propuestas por James Gregory en 1663, ideó un telescopio reflector, cuyo objetivo era un espejo, en vez de una lente, el cual no proporcionaba los errores cromáticos de los refractores. 
Su primer telescopio (1668) tenía solo 25 mm de abertura pero muy pronto fabricó otro de 50 mm que ya pudo presentar exitosamente a la Royal Society (Sociedad Real); siguiendo los pasos de Gregory, el matemático John Hadley (1682 - 1744) construyó un reflector que presentó también a la Sociedad Real: su diámetro era de 150 mm, su longitud 1,8 metros y al compararlo con el refractor de 37 metros de longitud que la Sociedad tenía pulido por Christian Huygens, obtuvo unos resultados muy similares. 
En 1740 James Short pudo elaborar el primer reflector de 450 mm de abertura, pero con una longitud de solo 3,6 metros: un avance espectacular en instrumentación.
Pero la mejora del telescopio solo se conseguiría al elaborar el objetivo acromático: este fue ideado por el abogado Chester Hall en 1773 quien pretendía mantener en secreto el invento hasta que el óptico Jonh Dollond lo descubrió. Bastaba emplear vidrios de diferente densidad y poder refractante para conseguir un objetivo prácticamente libre de aberraciones cromáticas. 
Sería el inicio de los nuevos y mayores refractores: en primer lugar aparecieron los de dobletes acromáticos (dos lentes) hasta que el hijo de Dollond, Peter, obtuviese el primer triplete acromático en 1765.
En el año 1775 el astrónomo alemán Tobías Mayer elaboró un sistema de coordenadas lunares que distribuyó en su propio mapa de 20 centímetros de diámetro, situando por primera vez los puntos cardinales de la forma en que hoy los conocemos: es decir, el norte abajo y el oeste a la derecha.
William Herschel, famoso constructor de telescopios reflectores, también estudió minuciosamente la superficie lunar con sus grandes telescopios (el mayor de 1,2 metros de abertura y 12 metros de longitud) midiendo y catalogando distintas formaciones del satélite, tarea que continuó su hijo John Herschel.
Hacia 1778 Johann Schröter, magistrado supremo de la ciudad de Lilienthal, estudió la Luna y realizó cientos de observaciones muy detalladas de las fisuras y grietas que observaba, utilizando para ello telescopios diseñados por Herschel. Los franceses destruyeron su observatorio durante las guerras napoleónicas, y con él su trabajo sobre los planetas: lo mismo ocurrió con el gran reflector de Herschel de 61 cm instalado en el Observatorio Astronómico de Madrid, inaugurado en el verano de 1790 y quemado en 1808 por las tropas francesas, del cual solo se salvó el espejo metálico del objetivo. 
A Schröter se le ha considerado el verdadero padre de la Selenografía moderna y tiene su propio accidente lunar, el Valle de Schröter, próximo al cráter Galilei.

## SiglosXIXyXX

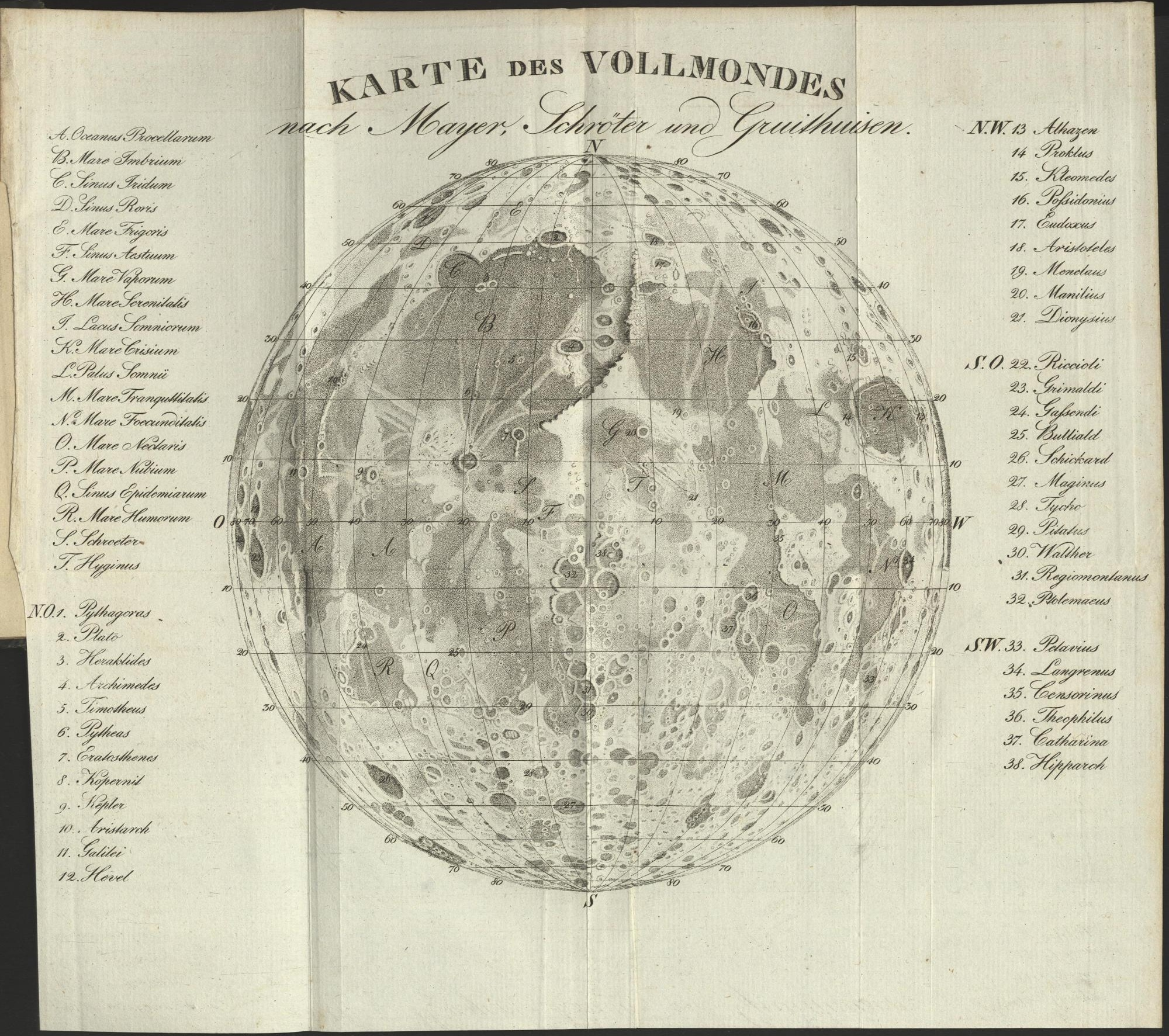
Mapa de la superficie lunar publicado en 1829.

Ya en el siglo XIX se confeccionaron importantes cartas lunares: W. G. Lohrmann dispuso de su propio mapa de 97 centímetros en el año 1824; en 1837 aparece el "Mapa Selenographica" realizado por Wilhelm Beer y Johann Mädler, que fue una verdadera obra maestra en cuanto a su presentación se refiere, con una altura de 95 centímetros y dividida en cuatro partes, obra que sería completada con su libro Der Monde (La Luna). 
La mejora en las observaciones llegó como consecuencia del desarrollo de nuevos y mejores telescopios, monturas más modernas y oculares más perfeccionados, así como de sus elementos de situación y movimiento.
Famosos fueron los trabajos topográficos del astrónomo y jesuita italiano Angelo Secchi, las fotografías de Warren de la Rue, las observaciones de Gruithuisen o el menos conocido de Lecouturier y Chapuis (1860), sin olvidar los trabajos de los astrónomos Loewy y Puiseux sobre el origen de los cráteres. 
Beer y Mädler habían dibujado un mapa lunar en el cual la riqueza de los detalles superaba a los publicados hasta entonces. Se pudo comprobar entonces la inexistencia de vida en nuestro satélite y anunciar al mundo que se trataba de un astro rocoso y muerto. Estas afirmaciones hicieron que gran parte de los aficionados a la Luna dejaran de poner su interés en ella y se dedicaran a otras ramas de la Astronomía, en esos momentos más interesantes o novedosas, como la recién nacida espectroscopia.
Sin embargo el selenógrafo alemán Johan F. Julius Schmidt siguió trazando un mapa que contenía más de 1.000 dibujos y que fue publicado en el año 1868. La mayoría de sus observaciones las realizó mientras director del Observatorio de Atenas. Sus trabajos fueron plasmados en un mapa cuyo diámetro era de 2 metros y que superaba al creado por Beer y Mädler años atrás. 
Durante la elaboración de su obra, Schmidt se dio cuenta de algunos importantes cambios en la orografía lunar (como la desaparición aparente del cráter Linné), cambios que también fueron confirmados por otros científicos, comenzando entonces una extensa campaña por cartografiar la Luna y los posibles puntos cambiantes; otro germano, Johan Zollner, realizó también estudios teóricos sobre la luz lunar aunque se distinguió fundamentalmente por sus trabajos de astrofísica.
En el año 1874 aparece un libro escrito por el escocés James Nasmyth e ilustrado con grabados reproducidos en escayola con ayuda del astrónomo James Carpenter. 
En 1876 Edmond Neison publica un volumen titulado "La Luna" en el que narra con detalle la orografía lunar telescópica sobre un mapa de 70 centímetros, mientras que la Sociedad Astronómica Británica organizaba una especie de comité con la idea de elaborar un nuevo atlas lunar. Se designó a un grupo de observadores, dirigidos por Birt, con la misión de confirmar los cambios posibles que se pudiesen observar en nuestro satélite. Sin embargo, finalmente, del mapa lunar de 2 metros y medio que se pensaba editar solo se trazaron algunas cuantas hojas de las 64 que iban a componer el atlas.
Hacia 1867 Charles Algernon Parsons, cuarto hijo de Lord Rosse, el fabricante del mayor telescopio del mundo del siglo XIX (con 1,8 metros de abertura) realizó estudios sobre la evaluación calorífica recibida de la Luna por medio de una pila termoeléctrica y un galvanómetro instalados en el foco del telescopio. 
En 1876 se terminó un gran reflector de 1,2 metros con la intención de presentarlo en la Exposición Universal de 1878, quedando instalado provisionalmente en los jardines del Observatorio de París: un defecto óptico impidió emplearlo en todo su rendimiento, sobre todo en el estudio lunar. Retomando la idea se volvió a fabricar un gigantesco telescopio refractor, este de 1,25 m de diámetro, también con la idea de presentarlo en la Exposición Universal de 1900 y cuya campaña publicitaria anunciaba que se podía "ver la Luna a un metro". El tubo del telescopio (todo el conjunto pesaba 21 toneladas) se instaló horizontal, según el diseño de Loewy, aunque recibía la luz de un espejo celostato de 2 metros de diámetro. La mala calidad óptica del instrumento defraudó al gran público y terminó sus días como chatarra.
Entre los astrónomos españoles hay destacados selenógrafos, tales como el astrónomo José Comas y Solá, Jose Joaquín de Landerer, científico valenciano que estudió en 1890 la Luna con luz polarizada, Tomás Giner (farmacéutico alicantino) autor de un mapa de ranuras lunares, Antonio Paluzíe como especialista en historia de la cartografía lunar, Ibáñez, Joaquín Febrer Carbó, Federico Armenter de Monasterio, Dionisio Renart García y un largo etcétera que han dejado huella en forma de cartas y libros e incluso han dado nombre a bastantes accidentes lunares.
El descubrimiento de la fotografía lunar dio un giro completo a la observación y estudio de la cartografía lunar tradicional. 
La Luna ha sido blanco de los objetivos fotográficos desde prácticamente el inicio de la fotografía, y parece ser que la primera imagen de la Luna fue realizada en el año 1840 por John William Draper, empleando para ello una lente de 80 mm de abertura con una exposición de 20 minutos, obteniendo al final una imagen que ocupaba en el clisé unos 3 centímetros. 
William C. Bond empleó en diciembre de 1849 un telescopio refractor de 380 mm, con el cual captó la imagen de nuestro satélite en 20 minutos, pero la calidad de la misma era inigualable hasta el momento: en la Gran Exposición celebrada en Londres causó sensación entre el público británico. 
Por medio de la técnica del colodión húmedo el astrónomo británico Warren De la Rue pudo obtener en 1859 una imagen mucho mejor, empleando un refractor de 330 mm y placas de colodión que captaba los detalles superficiales en tiempos tan cortos como 10 o 20 segundos. Su imagen negativa de 28 mm de diámetro pudo ser ampliada unas 20 veces sin el problema que originaba la turbulencia en las anteriores tomas lunares.
El primer mapa fotográfico serio es el del estadounidense Lewis Rutherfurd, obtenido en el año 1864 ampliando unas tomas de la Luna hasta 65 centímetros de diámetro antes de perder los detalles más finos. Los estudiosos franceses Maurice Loewy, Pierre Puiseux y Le Morvan, elaboraron un atlas fotográfico compuesto por 70 láminas y realizado desde el Observatorio de París. 
En Estados Unidos aparecieron los trabajos de Ritchey en Yerkes y de William Henry Pickering; este último elaboró otro atlas en el año 1904 obtenido desde el Observatorio Astronómico de la isla de Jamaica con la particularidad de obtener cada zona iluminada de cinco formas distintas. 
En 1930 vio la luz el atlas fotográfico de Walter Goodacre y en 1946 se publicó el de Percy Wilkins que mostraba una esfera de más de 7 metros, los mejores de su género incluso superando al propio mapa oficial de la Unión Astronómica Internacional de 1935 confeccionado con mediciones micrométricas de Wesley y Blagg.
Entre los mejores atlas modernos podemos citar el de Gerard Kuiper de 1960, compuesto por 280 fotografías de los observatorios Yerkes, Pic du Midi, Lick, McDonald y Monte Wilson, que permite incluso medir alturas y profundidades gracias a las sombras proyectadas por los accidentes de la superficie. 
En la década de los sesenta apareció el atlas de la U. S. Air Forces estadounidense formado por 85 hojas a escala 1:1.000.000 con ayuda de observaciones visuales y fotográficas, así como una carta geológica de 90 centímetros trazada por R. J. Hackmann. 
Con el lanzamiento de las primeras sondas lunares en 1959 se consigue perfeccionar los mapas selenográficos y es a partir de ese momento cuando las observaciones visuales dejan de tener peso en las cartas. Las fotografías obtenidas desde la Tierra dejan paso a las tomadas a muy poca distancia por las sondas soviéticas y americanas, los mapas se hacen cada vez más perfectos y a escala más reducidas. Sin embargo no todo estaba cartografiado en la Luna: las zonas polares estaban muy pobremente representadas y en ocasiones eran totalmente desconocidas por aparecer oscuras en las imágenes obtenidas por las sondas Lunar Orbiter. 
Para evitar tener todavía desconocidos estos 270.000 kilómetros cuadrados, la Asociación de Observadores Lunares y Planetarios (ALPO) de Estados Unidos organizó la campaña "Luna Incógnita" destinada a la observación y cartografiado mensual de las zonas que rodean al Polo sur y que se cerró en el año 1988. 
Con la ayuda de la última generación de sondas automáticas, como la Clementine o la Lunar Prospector, los últimos secretos de la orografía lunar han sido desvelados.